# Peleng-koboldmaki
A Peleng-koboldmaki (Tarsius pelengensis) egy éjszakai főemlős, mely az indonéziai Peleng szigetén található meg. A fejét a bagolyhoz hasonlóan 180 fokban képes elfordítani, a szemeit viszont nem képes mozgatni. Szőre vöröses, farka a törzsénél hosszabb, hátsó végtagjai nagyon hosszúak, szemei nagyok. Esőerdőkben él. Rovarokkal és kis gerincesekkel táplálkozik. Kis csoportokban élnek (2-6 fő), amit egy hím, több nőstény és a kölykeik alkotnak.